# Catàleg d'Identificacions Estel·lars
El catàleg d'identificacions estel·lars (en anglès: Catalog of Stellar Identifications (CSI) és un catàleg d'estrelles que s'ha construït per facilitar la referència entre diversos catàlegs d'estrelles. Conté les designacions i dades principals d'aproximadament 440.000 estrelles (1983), i es va crear mitjançant la fusió del Catàleg SAO, el catàleg Henry Draper, el catàleg AGK2 / 3, el catàleg fotogràfic de Ciutat del Cap, el catàleg de la Zona del Cap., el catàleg de zones de Yale, el Catàleg de catàstrofes de les estrelles febles i el catàleg genera de Boss. Conté coordenades estel·lars, magnituds, tipus espectrals, moviments nets i referències creuades de designacions en els catàlegs anteriors. També conté referències creuades a molts altres catàlegs, com ara l'Index Catalogue of Visual Double Stars, que s'ha vinculat al CSI. El CSI va ser finalment integrat a la base de dades SIMBAD.